# Teísmo
El teísmo (del griego «θεóς», theós, ‘Dios’)  es definido en un sentido amplio como la existencia de un ser supremo En sentido cotidiano, o cuando se lo contrapone con deísmo, el término a menudo describe la concepción clásica de Dios propia del monoteísmo o  de las religiones politeístas; una creencia en Dios sin rechazar a priori ninguna revelación, rechazo que, en cambio, es característica del deísmo.
El teísmo  se entiende generalmente como la creencia que afirma la existencia de por lo menos un Ser creador del universo que está comprometido con su mantenimiento y gobierno. Surge a comienzos del año 1200 a. C, en la época de la antigua Grecia. el cual el filósofo y escritor francés Voltaire, cuyo aporte consistió en decir que Dios existe, es el creador del universo, y que su poder es infinito. Con base a este pensamiento y a la idea de «los dioses del olimpo», fueron surgiendo más corrientes filosóficas, como lo son: el monoteísmo, el ateísmo, el politeísmo, etc.
Además de la corriente filosófica y de la expansión, fueron dándose una serie de argumentos, en los cuales se justifica la existencia de Dios, podemos encontrar el argumento cosmogónico, el argumento según Agustín, el ontológico, entre otros.[cita requerida]
Por otro lado, hay argumentos con los cuales se justifica la inexistencia de Dios, lo podemos encontrar en el ateísmo y en el agnosticismo, donde es influenciado esta corriente filosófico a través de una serie de argumentos y expositores de esta corriente filosófica.[cita requerida]
En cambio el ateísmo comúnmente se define como no aceptar o rechazar el teísmo en el sentido más amplio, o sea no aceptar o rechazar la creencia en un Dios como lo concibe el teísmo. La aseveración de la que existencia de un dios, en su sentido amplio, es desconocida o no es posible conocerla es agnosticismo.

## Teísmo por País (2023)
Porcentaje de personas que se encontraba de acuerdo con la siguiente afirmación: «Creo en Dios tal y como se describe en las Sagradas Escrituras (por ejemplo, la Biblia, el Corán, la Torá, etc.).»
| Puesto | País           | % Teístas | Fuente |
| ------ | -------------- | --------- | ------ |
| 1.º    | Turquía        | 73%       | [ 7 ]  |
| 2.º    | Sudáfrica      | 73%       | [ 8 ]  |
| 3.º    | India          | 70%       | [ 9 ]  |
| 4.º    | Brasil         | 70%       | [ 10 ] |
| 5.º    | Perú           | 65%       | [ 11 ] |
| 6.º    | Colombia       | 63%       | [ 12 ] |
| 7.º    | México         | 60%       | [ 13 ] |
| 8.º    | Argentina      | 53%       | [ 14 ] |
| 9.º    | Polonia        | 52%       | [ 15 ] |
| 10.º   | Chile          | 52%       | [ 16 ] |
| 11.º   | Estados Unidos | 51%       | [ 17 ] |
| 12.º   | Singapur       | 43%       | [ 18 ] |
| 13.º   | Italia         | 37%       | [ 19 ] |
| 14.º   | Canadá         | 34%       | [ 20 ] |
| 15.º   | Australia      | 31%       | [ 21 ] |
| 16.º   | Tailandia      | 28%       | [ 22 ] |
| 17.º   | Reino Unido    | 27%       | [ 23 ] |
| 18.º   | Francia        | 26%       | [ 24 ] |
| 19.º   | España         | 23%       | [ 25 ] |
| 20.º   | Países Bajos   | 22%       | [ 26 ] |
| 21.º   | Alemania       | 21%       | [ 27 ] |
| 22.º   | Hungría        | 20%       | [ 28 ] |
| 23.º   | Bélgica        | 18%       | [ 29 ] |
| 24.º   | Suecia         | 16%       | [ 30 ] |
| 25.º   | Corea del Sur  | 15%       | [ 31 ] |
| 26.º   | Japón          | 3%        | [ 32 ] |

## Etimología
El término teísmo deriva de la palabra griega θεός (theós) o theoi que significa «dios» o «dioses». El término teísmo fue usado por primera vez por  Ralph Cudworth (1617–1688). En la definición de Cudworth, son «estricta y apropiadamente llamados teístas, los que afirman que un ser o mente comprensiva perfectamente consciente, existente por sí mismo desde la eternidad, fue la causa de todas las demás cosas».

## Descripción
La palabra se originó en la Grecia antigua con el significado de la creencia en los dioses tradicionales del Olimpo.
Según el primer significado, existen cuatro opiniones principales sobre el papel que juega Dios en el mundo en este contexto:
1. Deísmo: uno o más dioses han creado el universo pero no interactúan o interfieren sobrenaturalmente o directamente con él; énfasis en la trascendencia de los dioses. Dentro de esta podemos hablar también del:
  - Pandeísmo: Uno o más dioses han creado el universo, pero no interactúan con él porque el universo y Dios son lo mismo; énfasis en la inmanencia de dioses.
2. Teísmo propio (segunda definición): los dioses procuran el universo, pero lo trascienden. Se puede distinguir entre:
  - Monoteísmo: solo existe un dios. Ejemplos de religiones monoteístas son el cristianismo, islam, y el judaísmo.
  - Henoteísmo o monolatría: existencia de varios dioses, pero se adora exclusivamente a uno de ellos.
  - Katenoteísmo: existencia de varios dioses, pero solo se adora a uno a la vez.
  - Politeísmo: existen varios dioses.
  - Universalismo: asentimiento de todas las religiones.
3. No-teísmo: no existen los dioses, pero se cree en ciertas entidades divinas y en diversos conceptos espirituales.
4. Panteísmo: el universo y Dios son uno solo, afirma que «Todo lo que existe es Dios y Dios es todo lo que existe». Énfasis en la inmanencia de Dios. Dentro de esta podemos hablar también del:
  - Panenteísmo: el universo está contenido en Dios, pero este a su vez es más grande que el universo. Énfasis en la trascendencia de Dios.

## Según la benevolencia divina
Finalmente, se puede hacer una distinción en cuanto a la benevolencia de los dioses:
- Teofilia: los dioses son benevolentes y merecen devoción.
- Malteísmo: la evidencia contradice la noción de que los dioses sean benevolentes, así que no son merecedores de devoción.
- Originismo: solo importa el origen divino.

## Categorización
La siguiente tabla es un intento de categorizar algunas de las posiciones:
|                                                        | Cree que existe al menos un dios | Cree que los dioses no existen        | No cree que los dioses existan       | Cree que los dioses son irrelevantes    |
| ------------------------------------------------------ | -------------------------------- | ------------------------------------- | ------------------------------------ | --------------------------------------- |
|                                                        | Teísta                           | Ateísmo fuerte                        | Ateísmo débil                        | Apateísmo                               |
| Cree que se puede probar su existencia                 | Teísta // Agnosticismo débil     | Ateísmo fuerte // Agnosticismo débil  | Ateísmo débil // Agnosticismo débil  | Apateísmo // Agnosticismo débil         |
| Cree que no se puede probar su existencia              | Teísta // Agnosticismo fuerte    | Ateísmo fuerte // Agnosticismo fuerte | Ateísmo débil // Agnosticismo fuerte | Apateísmo // Agnosticismo fuerte        |
| Cree que las pruebas de su existencia son irrelevantes | Apateísmo // Teísta              | Apateísmo // Ateísmo fuerte           | Apateísmo // Ateísmo débil           | Apateísmo // Posiblemente Ateísmo débil |

Algunas de las posiciones en esta tabla pueden parecer contradictorias, o con poco fundamento, pero en lo que concierne al teísmo muchos confían en la fe y pueden tener creencias fuertes hacia cosas que no creen que hayan sido demostradas o se puedan demostrar rigurosamente.